# Wait (команда)

wait — встроенная команда консольной оболочки Bash. Ждёт завершения указанного процесса и возвращает статус его завершения.

## Использование
- wait [n],

где n может быть идентификатором процесса или спецификацией задания. Если указана спецификация задания, ждёт завершения всех процессов в конвейере соответствующего задания. Если n не указано, ожидается завершение всех текущих активных порождённых процессов, и возвращается статус ноль. Если n задаёт идентификатор несуществующего процесса или задания, статус выхода — 127. В противном случае статусом выхода является статус завершения последнего процесса или задания, завершение которого ждали.